# Étang de Brouquenat
L'étang de Brouquenat est un petit étang des Pyrénées françaises, situé en Ariège, accessible depuis la vallée de Vicdessos à 1 599 mètres d'altitude. Sa superficie atteint un hectare environ.

## Géographie
Il se situe sur la commune de Siguer. Peu profond, aux rives marécageuses et envahies d'herbiers, il se trouve coincé au fond de la vallée étroite parcourue par le ruisseau d'Escalès, entre les pics de Baljésou (2 288 m) et de Cancel (2 421 m).

## Histoire
Une cabane de berger ainsi que quelques troupeaux apportent une touche pastorale à ce lieu paisible, passage obligé pour se rendre au bord de l'étang de Peyregrand.